# The Un-Americans
The Un-Americans (oorspronkelijk bekend als The Anti-Americans) was een stable van professioneel worstelaars dat actief was in de World Wrestling Entertainment (WWE). De stable bestond uit anti-Amerikaanse Canadese en Britse worstelaars.

## Kampioenschappen en prestaties
- World Wrestling Entertainment
  - WWE World Tag Team Championship (1 keer - Christian en Lance Storm)